# Ceny Benois de la danse
Ceny Benois de la danse (též rusky jako Приз Бенуа де ла Данс) jsou mezinárodní výroční ceny, které uděluje nekomerční centrum Benois se sídlem v Moskvě baletním umělcům, zejména choreografům a tanečníkům a tanečnicím.

## Historie a současnost
Ceny Benois de la danse byly založeny v roce 1991 v Moskvě na zasedání Mezinárodní taneční asociace (nyní Mezinárodní taneční unie). Vzorem byly americké filmové ceny Oscar, také proto bývají označovány za Baletní Oskary.
V porotě cen usedají významní světoví choreografové, v jejím čele byl tradičně Jurij Grigorovič, od roku 2021 ho nahradila Světlana Zacharovová. Porotci jednotlivě nominují kandidáty na ceny, společně pak vybírají laureáty.
Od roku 2004 se ceny předávají na galakoncertech ve Velkém divadle, na nichž vystupují významní tanečníci včetně laureátů ceny a tanečníků nominovaných v příslušném roce. V roce 2009 se moskevský galakoncert nekonal z důvodu finančních potíží organizátorů. Proběhl ale galaprogram v italské Vicenze.
V roce 2020 byly festival a předávání cen přeloženy na rok 2021 kvůli komplikacím spojeným s pandemií koronaviru.

## Název a trofej
Cena dostala své jméno podle ruského uměleckého kritika  a výtvarníka Alexandra Benoise, člena rozsáhlé rodiny Benois, patřící k ruské inteligenci přelomu 19. a 20. století, jenž mimo jiné v první polovině 20. století významně ovlivnil tzv. Ruské sezóny v Paříži včetně vystoupení Ruského baletu Sergeje Ďagileva, pro něž tvořil i návrhy scén.
Cenou je soška představující dvě proti sobě stojící postavy s rozpřaženýma rukama, jako kdyby si chtěly padnout do náruče. Autorem sochy je Igor Ustinov, Benoisův potomek.

## Laureáti

### Za celoživotní přínos
Tato cena nese oficiální název Za život v umění (rusky За жизнь в искусстве).
- 2000 – Alicia Alonsová
- 2002 – Jürgen Rose, William Forsythe, Rudy van Dantzig
- 2003 – Marina Semjonovová, Maurice Béjart, Michail Baryšnikov
- 2005 – Hans van Manen, Trisha Brownová
- 2006 – Mats Ek
- 2007 – Laurent Hilaire
- 2008 – Fernando Alonso
- 2011 – Toer van Schayk
- 2012 – Pierre Lacotte
- 2013 – John Neumeier
- 2014 – Brigitte Lefevreová
- 2017 – Marcia Haydéeová
- 2018 – Natalija Makarovová[7]
- 2019 – Jiří Kylián
- 2021 – Anthony Dowell[8]
- 2023 – Michail Lavrovskij[9]
- 2025 – Jurij Grigorovič[3] (in memoriam)

### Choreograf

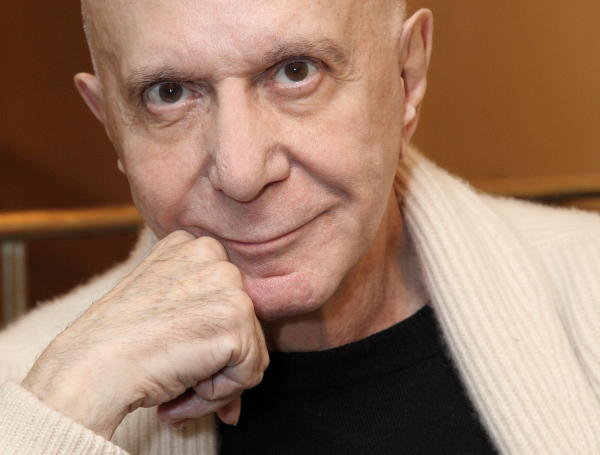
Roland Petit

- 1992 – John Neumeier: Windows on Mozart (Hamburský balet)
- 1993 – Jiří Kylián: As if never been (NDT)
- 1994 – Roland Petit: Otto Dix (Státní opera Berlín)
- 1995 – Angelin Preljocaj: Le Parc (Pařížská opera)
- 1996 – Valentin Jelizarjev: Rogneda (Běloruské národní velké divadlo)
- 1997 – neudělena
- 1998 – Davide Bombana: Ein Traumspiel (Prinzregententheater Mnichov) a Carolyn Carlsonová: Signes (Pařížská opera)
- 1999 – Jiří Kylián: One of a Kind (NDT)
- 2000 – Nacho Duato
- 2002 – neudělena
- 2003 – David Dawson: The Grey Area (Nizozemský národní balet) a Edouard Lock: AndreAuria (Pařížská opera)
- 2004 – Paul Lightfoot a Sol Leon: Signing Off (NDT)
- 2005 – Alexej Ratmanskij: Anna Karenina (Dánský královský balet)
- 2006 – Boris Ejfman: Anna Karenina (Balet Borise Ejfmana Petrohrad)
- 2007 – Martin Schläpfer: String Quartet (Mainz Ballett)
- 2008 – Jean-Christophe Maillot: Faust (Balet Monte Carlo)
- 2009 – Eduardo Lao: Tres (Ballet Comunidad de Madrid) a Wayne McGregor: Infra (Královský balet Londýn)
- 2010 – neudělena
- 2011 – Sidi Larbi Cherkaoui a Damien Jalet: Babylon a Jorma Elo: Sen noci svatojánské (Vídeňská státní opera) a Slice to Sharp (Moskevské hudební divadlo Stanislavského a Němiroviče-Dančenka)
- 2012 – Lar Lubovitch: Crisis Variations (Lubovitch Dance Company of New York)
- 2013 – Hans van Manen: Variace pro dva páry (Nizozemský národní balet) a Christopher Wheeldon: Popelka (Nizozemský národní balet)
- 2014 – Alexej Ratmanskij: Trilogie na hudbu Dmitrije Šostakoviče (Devátá symfonie, První klavírní koncert a Komorní symfonie) a Bouře (Americké baletní divadlo)
- 2015 – Christopher Wheeldon: Zimní pohádka (Královský balet Londýn)
- 2016 – Jurij Posochov: Hrdina naší doby (Velké divadlo v Moskvě), Johan Inger: One On One (NDT)
- 2017 – Crystal Piteová: The Season's Canon (Pařížská opera)
- 2018 – Jurij Posochov: Nurejev (Velké divadlo v Moskvě) a Deborah Colkerová: Pes bez peří (Deborah Colker Company)[7]
- 2019 – Christian Spuck: Zimní cesta (Curyšský balet) a Fredrik Benke Rydman: Duet s industriálním robotem (Stockholmské městské divadlo)
- 2021 – Jurij Posochov: Anna Karenina (Joffrey Ballet Chicago)[8]
- 2023 – Vjačeslav Samodurov: Dancemania (Velké divadlo v Moskvě)[9]
- 2024 – Marco Goecke: In the Dutch Mountains (NDT)[3]
- 2025 – Mthuthuzeli November: Chapter Two, Peter Johson (Cape Ballet Africa)[3]

### Tanečník

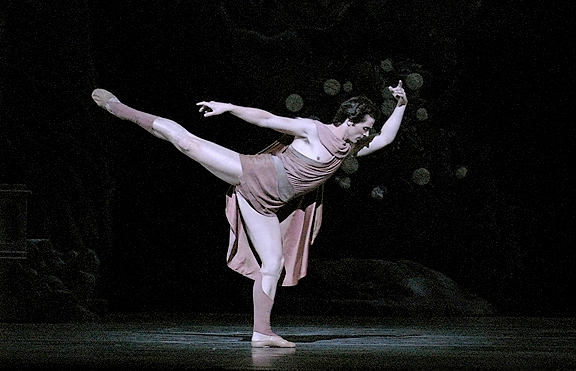
Angel Corella

- 1992 – Alexander Koelpin, Julio Bocca
- 1993 – Andrej Uvarov
- 1994 – Sergej Filin
- 1995 – Nicolas Le Riche
- 1996 – Irek Muchamedov, Vladimir Děrevjanko
- 1997 – Gregor Seyffert, Faruch Ruzimatov
- 1998 – Manuel Legris, Vladimir Malachov
- 1999 – Nikolaj Ciskaridze
- 2000 – Angel Corella, Jean-Guillaume Bart
- 2002 – Jiří Bubeníček, Jeffrey Gerodias
- 2003 – Lukáš Slavický
- 2004 – Lloyd Riggins, Laurent Hilaire
- 2005 – Mathieu Ganio
- 2006 – Di Wang, Leonid Sarafanov
- 2007 – Hervé Moreau
- 2008 – Carlos Acosta, Marcelo Gomes
- 2009 – Ivan Vasiljev, Joaquín de Luz
- 2010 – Thiago Bordin, David Hallberg
- 2011 – Rolando Sarabia, Semjon Čudin, Fernando Romero
- 2012 – Mathias Heymann, Carsten Jung
- 2013 – Alban Lendorf, Vadim Muntagirov
- 2014 – Herman Cornejo
- 2015 – Edward Watson
- 2016 – Kim Ki-min
- 2017 – Hugo Marchand, Děnis Rodkin
- 2018 – Isaac Hernández, Vladislav Lantratov
- 2019 – Vadim Muntagirov
- 2021 – Jesús Carmona[8]
- 2023 – Hugo Marchand[9]
- 2024 – Gergő Ármin Balázsi, Artěmij Běljakov[3]
- 2025 – Joshua Williams, Dmitrij Smilevski[3]

Olexandr Rjabko získal v roce 2016 zvláštní cenu za umění partnerství.

### Tanečnice
- 1992 – Naděžda Gračovová
- 1993 – Isabelle Guerinová
- 1994 – Sylvie Guillemová

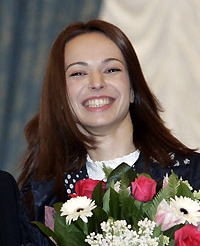
Diana Višňovová

- 1995 – Galina Stěpaněnková, Dominique Khalfouniová
- 1996 – Diana Višňovová
- 1997 – Uljana Lopatkinová
- 1998 – Marie Claude Pietragallová, Julija Machalinová
- 1999 – Sue Jin Kang, Elisabeth Platelová
- 2000 – Alessandra Ferriová, Julie Kentová
- 2002 – Aurélie Dupontová, Anastasja Volčkovová
- 2003 – Lucia Lacarrová
- 2004 – Alina Cojocaruová
- 2005 – Marie Agnes Guillotová, Světlana Zacharovová
- 2006 – Kim Joo-Won, Jekatěrina Kondaurovová
- 2007 – Agnés Letestuová, Světlana Lunkinová
- 2008 – Silvia Azzoni, Tamara Rojo
- 2009 – Kirsty Martinová, Natalja Osipovová
- 2010 – Helene Bouchetová
- 2011 – Bernice Coppietersová, Ču Jan
- 2012 – Alina Cojocaruová
- 2013 – Olga Smirnovová
- 2014 – Polina Semionovová, Mariko Kidová
- 2015 – Světlana Zacharovová
- 2016 – Alicia Amatriainová, Hannah O'Neillová
- 2017 – Ludmila Paglierová, Maria Riccettová
- 2018 – Pak Se-un[7]
- 2019 – Ashley Bouderová, Elisa Carillová Cabrerová
- 2021 – Amandine Albissonová, Jekatěrina Krysanovová[8]
- 2023 – Čchiou Jün-tching, Kang Mi-son[9]
- 2024 – Olesja Novikovová[3]
- 2025 – Renata Šakirovová[3]

### Skladatel
- 1996 – George Kouroupos: Odyssea
- 2012 – Michel Legrand: Liliom
- 2015 – Joby Talbot: Zimní pohádka
- 2018 – Ilja Děmuckij: Nurejev[7]
- 2021 – Thomas Adès: The Dante Project[8]

### Scénograf
- 1997 – Olivier Debre: Signes (Pařížská opera)
- 2000 – Jaffar el Halabi
- 2007 – Carlos Gallardo: The Tempest (Teatro San Martin Buenos Aires)
- 2015 – John Macfarlane: Kolibřík (San Francisco Ballet)
- 2016 – Ženg Tung-šeng: Císař Ju Li (Pekingská taneční akademie)
- 2018 – Kirill Serebrennikov: Nurejev (Velké divadlo)[7]
- 2019 – John Macfarlane: Labutí jezero (Královský balet Londýn)
- 2021 – Tacita Deanová: The Dante Project (Královský balet Londýn)[8]